# 塚原朋一
塚原 朋一（つかはら ともかつ、1945年8月21日 - ）は日本の裁判官、弁護士、弁理士。最高裁判所調査官、知的財産高等裁判所所長、早稲田大学大学院教授及びTMI総合法律事務所顧問を経て、創英国際特許法律事務所共同代表パートナー会長。瑞宝重光章受章。

## 経歴
栃木県立栃木高等学校を経て、一橋大学経済学部に入学。大学では塩野谷祐一教授のゼミに参加。しかし、経済学は社会公共の利益を考える学問で、社会で戦う武器にはならないと考え大学3年時に何か資格を取ろうと思い立つ。始めた公認会計士試験の勉強で、民法や商法に触れ、その後聴講した法学部の植松正教授の刑法の講義で法学に興味を持ち旧司法試験の勉強を開始。約1年後に旧司法試験に上位の席次で合格。
1968年3月、大学を卒業し、1968年4月、司法修習生に採用され、最高裁判所司法研修所入所。1970年4月、弁護士志望だったが友人の勧めから判事補に任官し、その後大阪地方裁判所、山形地方裁判所米沢支部等で勤務する。
1980年4月判事任官。その後、東京地方裁判所、千葉地方裁判所、1983年から1988年まで最高裁判所調査官兼東京地方裁判所判事、1988年から1994年まで東京地方裁判所判事、1994年仙台地方裁判所部総括判事、1994年から1999年まで東京地方裁判所部総括判事、1999年から2000年東京高等裁判所判事、2000年から2001年まで釧路地方裁判所所長兼釧路家庭裁判所所長、2001年2月から2000年まで甲府地方裁判所所長兼甲府家庭裁判所所長、2003年1月から2007年まで東京高等裁判所第18民事部（知財専門部）部総括判事、2005年4月知的財産高等裁判所第4部部総括判事、所長代行。2007年5月23日から2010年まで、知的財産高等裁判所長、第1部部総括判事。
2010年裁判官を定年退官し弁護士登録（東京弁護士会）、特許業務法人谷・阿部特許事務所顧問。2013年3月まで早稲田大学大学院法務研究科教授、TMI総合法律事務所顧問及び創英国際特許法律事務所顧問。2013年4月、創英国際特許法律事務所常任顧問就任。2013年6月、同事務所共同代表パートナー会長に就任。2015年瑞宝重光章受章。

## 著作
- 『事例と解説民事裁判の主文』（新日本法規出版、2006年3月）
- 「民事裁判の運営における要件事実の機能」（『法曹養成と裁判実務 武藤春光先生喜寿記念』武藤春光先生喜寿記念論文集編集委員会、2006年2月）
- 「運送契約責任に対する法的規律の不法行為責任への影響」（『現代契約法の展開 好美清光先生古稀記念論文集 』経済法令研究会、2000年7月）
- 『少額訴訟実務マニュアル』（共著）（ぎょうせい、2000年6月）
- 『民事保全』（羽成守と共著）（新日本法規出版、1999年3月）（現代裁判法大系14）
- 『新民訴法実践ノート』（青林書院、1999年12月）
- 『東京地裁における新民事訴訟法の施行状況と今後の展望 』（第二東京弁護士会研修文化委員会、1999年）
- 『新民事訴訟法の理論と実務 上』（ぎょうせい、1997年10月）
- 『新民事訴訟法の理論と実務 下』（ぎょうせい、1997年9月）
- 『民事保全の申立手続と審理・執行』（羽成守と共著）（ぎょうせい、1994年9月）
- 『新・実務民事訴訟講座 4』（共著）（日本評論社、1982年12月）
- 「知財高裁における訴訟運営の状況と知財訴訟における専門家の活用の実際（特集 知的財産法の新展開--知財立国への法整備）」（ジュリスト（1326）、2007年1月1日、15日）
- 「還暦に思う幼き日々」（法曹（669）、2006年7月）
- 「知財高裁・東京地裁知財部と日弁連知的財産制度委員会との意見交換会（平成17年度）〔含 質疑応答〕」（篠原勝美、中野哲弘と共著）（判例タイムズ57(16)（通号 1207）、2006年6月15日）
- 「特集 知的財産高等裁判所との座談会 知的財産訴訟実務の実際」（宍戸充、大鷹一郎と共著）（パテント59(5)（通号670）、2006年5月）
- 「知財高裁元年--その1年間の実績の回顧と今後の展望（知的財産権訴訟の動向と課題--知財高裁1周年） / 塚原 朋一」（金融・商事判例（通号1236）（増刊）、2006年3月14日）
- 「審決取消訴訟の審理の範囲（知的財産権訴訟の動向と課題--知財高裁1周年）--（審決取消訴訟）」金融・商事判例（通号 1236）（増刊）、2006年3月14日）
- 「金融判例研究会報告 抵当権の複数の被担保債権のうち一債権全額に代位弁済された場合の配当における債権者と代位弁済者の優劣（東京高判平成16年2月24日）」（旬刊金融法務事情53(8)（通号1734）、2005年3月25日）
- 「ジュリスト書評 民事訴訟実態調査研究会（代表竹下守夫）編『民事訴訟の計量分析』」（ジュリスト（1185）、2000年9月15日）
- 「<座談会>新民訴法施行1年を振り返って（特集 新民訴法施行1年--その運用と論点）」（塩崎勤、長谷川俊明と共著）（旬刊金融法務事情47(4)（通号 1538）、1999年2月15日）
- 「新民事訴訟法の施行と民事裁判の改革への展望」（銀行法務21.42(1)、1998年1月）
- 「1.氏名を正確に呼称される利益 2.テレビ放送のニュース番組において在日韓国人の氏名を日本語読みによって呼称した行為が違法ではないとされた事例（最判昭和63年2月16日）」（法曹時報42(5)、1990年5月）
- 「銀行取引約定書10条4項と銀行が第三者との与信取引によって取得した取引先振出名義の約束手形（最判昭和62年7月17日）」法曹時報42(2)、1990年2月）
- 「代位弁済者の債権者から代位取得した原債権又はその連帯保証債権の給付請求を認容する場合と判決主文における求償権の表示（最判昭和61年2月20日）」法曹時報41(11)、1989年11月）
- 「保証人・物上保証人の両資格を兼ねる者と弁済による代位の割合（最判昭和61年11月27日）」法曹時報41(10)、1989年10月）
- 「1.物上保証人がした被担保債権の存在の承認と相対的な時効中断効の有無 2.物上保証人のした被担保債権についての消滅時効の援用が信義則に違反しないとされた事例（最判昭和62年9月3日）」（ジュリスト（通号940）、1989年9月1日）
- 「1.合名会社の業務の執行が多数派社員によって不公正かつ利己的に行われ少数派社員が恒常的な不利益を被っている場合と会社の解散についての商法112条1項にいう「已ムコトヲ得ザル事由」 2.合名会社の業務の執行が多数派社員によって不公正かつ利己的に行われ少数派社員が恒常的な不利益を被っている状態において会社の解散を請求した少数派社員の退社が右の状態を打開する公正かつ相当な手段とはいえないとされた事例（最判昭和61年3月13日）」（法曹時報41(9)、1989年9月）
- 「鉄道営業法11条の2第2項及び鉄道運輸規程73条2号と商法578条との関係（最判昭和63年3月25日）」（ジュリスト（通号927）、1989年2月15日）
- 「贈与者の第三者あて内容証明郵便が民法550条にいう書面に当たるとされた事例（最判昭和60年11月29日）」（法曹時報41(2)、1989年2月）
- 「1.保証人と債務者との間に成立した求償権につき約定利率による遅延損害金を支払う旨の特約と民法501条所定の代位の範囲 2.保証人と物上保証人との間に成立した民法501条但書5号所定の代位の割合と異なる特約の第三者に対する効力（最判昭和59年5月29日）」（法曹時報41(2)、1989年2月）
- 「配当異義訴訟調停（調停条項の分析-4-各論（現代調停法制研究会「共同研究・民事調停」））」（法の支配（通号75）、1988年9月）
- 「不祥事紛争（調停条項の分析-4-各論（現代調停法制研究会「共同研究・民事調停」））」（法の支配（通号75）、1988年9月）
- 「建築請負工事紛争（調停条項の分析-3-各論（現代調停法制研究会「共同研究・民事調停」））」（法の支配（通号74）、1988年7月）
- 「銀行取引約定書10条4項と銀行が第三者との与信取引によって取得した取引先振出名義の約束手形（最判昭和62年7月17日）」（ジュリスト（通号896）、1987年11月1日）
- 「1.取締役を辞任したが辞任登記未了である者と商法（昭和56年法律第74号による改正前のもの）266条ノ3第1項前段にいう取締役としての責任の有無 2.取締役を辞任したが辞任登記未了である者が商法14条の類推適用により同法（昭和56年法律第74号による改正前のもの）266条ノ3第1項前段にいう取締役としての責任を負う場合（最判昭和62年4月16日）」（ジュリスト（通号897）、1987年11月15日）
- 「最高裁民事破棄判決の実情--昭和60年度-3-」（判例時報（通号1248）、1987年11月11日）
- 「最高裁民事破棄判決の実情--昭和60年度-4完-」（判例時報（通号1249）、1987年11月21日）
- 「最高裁民事破棄判決の実情--昭和60年度-1-」（判例時報（通号1244）、1987年10月11日）
- 「最高裁民事破棄判決の実情--昭和60年度-2-」（判例時報（通号1246）、1987年10月21日）
- 「動産執行による時効中断の効力発生時期（最判昭和59年4月24日）」（法曹時報39(8)、1987年8月）
- 「1.賭博の用に供されることを知ってする金銭の消費貸借契約と公序良俗違反 2.相殺の抗弁を容れて原告の請求を棄却した第一審判決に対し原告のみが控訴した場合と不利益変更禁止の原則（最判昭和61年9月4日）」（ジュリスト（通号 878）、1987年2月15日）
- 「保証人・物上保証人の両資格を兼ねる者と弁済による代位の割合（最判昭和61年11月27日）」（ジュリスト（通号878）、1987年2月15日）
- 「最高裁民事破棄判決の実情--昭和59年度-上-」（判例時報（通号1207）、1986年11月11日）
- 「最高裁民事破棄判決の実情--昭和59年度-下-」（判例時報（通号1208）、1986年11月21日）
- 「代位弁済の債権者から代位取得した原債権又はその連帯保証債権の給付請求を認容する場合と判決主文における求償権の表示（最判昭和61年2月20日）」（ジュリスト（通号860）、1986年5月15日）
- 「最高裁民事破棄判決の実情--昭和58年度-上-」（判例時報（通号1181）、1986年4月11日）
- 「最高裁民事破棄判決の実情--昭和58年度-下-」（判例時報（通号1182）、1986年4月21日）
- 「司法における訴訟と調停の役割（意見）（訴訟と調停（〔現代調停法制〕研究会報告））」（法の支配（通号59）、1984年7月）
- 「基調報告 和解と調停の割り振り（和解と調停の割り振り〔含意見・討論〕）」（法の支配（通号57）、1984年1月）
- 「意見--紛争解決の要素としての合意（民事調停手続の構造と問題点-3-）」（法の支配（通号 55）、1983年7月）
- 「通常共同訴訟の審理をめぐる諸問題」（判例タイムズ32(22)、1981年10月15日）
- 「ドイツの民事裁判審理方式とそのわが国実務への応用」（法の支配（通号46）、1981年5月）